# Volta a Andalusia 2012
La Volta a Andalusia 2012, 58a edició de la Volta a Andalusia, és una competició ciclista per etapes que es disputà entre el 19 de febrer i el 23 de febrer de 2012. La cursa forma part de l'UCI Europa Tour 2012, en la categoria 2.1.
El vencedor fou l'espanyol Alejandro Valverde, de l'equip Team Movistar, per davant de l'estonià Rein Taaramäe i el francès Jérôme Coppel. Valverde també guanyà la classificació dels punts i de la combinada, mentre que Luis Ángel Maté guanyà la de la muntanya i de les metes volants. El RadioShack-Nissan-Trek guanyà la classificació per equips.

## Equips participants
| Andalucía         | Accent.Jobs-Willems Veranda's | Team NSP-Ghost    | Project 1t4i     |
| Caja Rural        | Lotto-Belisol                 | Cofidis           | Rabobank ProTeam |
| Euskaltel–Euskadi | Team SpiderTech-C10           | Saur-Sojasun      | Vacansoleil-DCM  |
| Team Movistar     | Team NetApp                   | RadioShack-Nissan | Team Katusha     |

## Etapes
| Etapa    | Data         | Recorregut                                             | Km      | Guanyador            | Líder              |
| -------- | ------------ | ------------------------------------------------------ | ------- | -------------------- | ------------------ |
| Pròleg   | 19 de febrer | San Fernando – San Fernando                            | 6 (CRI) | Patrick Gretsch      | Patrick Gretsch    |
| 1a etapa | 20 de febrer | Zahara de los Atunes – Benalmádena                     | 197,9   | Javier Ramírez Abeja | Patrick Gretsch    |
| 2a etapa | 21 de febrer | Màlaga – Alt del Santuari de Nuestra Señora de Araceli | 150,7   | Alejandro Valverde   | Alejandro Valverde |
| 3a etapa | 22 de febrer | Montemayor – Las Gabias                                | 157,1   | Óscar Freire         | Alejandro Valverde |
| 4a etapa | 23 de febrer | Cruzcampo Jaén – La Guardia de Jaén                    | 135,7   | Daniel Moreno        | Alejandro Valverde |

## Classificacions finals

### Classificació general
|    | Ciclista           | Equip             | Temps       |
| -- | ------------------ | ----------------- | ----------- |
| 1  | Alejandro Valverde | Movistar Team     | 16h 08' 49" |
| 2  | Rein Taaramäe      | Cofidis           | + 3"        |
| 3  | Jerome Coppel      | Saur-Sojasun      | + 8"        |
| 4  | Denís Ménxov       | Team Katusha      | + 14"       |
| 5  | Serguei Lagutin    | Vacansoleil-DCM   | + 15"       |
| 6  | Tom Dumoulin       | Project 1t4i      | + 18"       |
| 7  | Fränk Schleck      | RadioShack-Nissan | + 22"       |
| 8  | Haimar Zubeldia    | RadioShack-Nissan | + 26"       |
| 9  | Maxime Monfort     | RadioShack-Nissan | + 27"       |
| 10 | Wilco Kelderman    | Rabobank ProTeam  | + 28"       |

### Altres classificacions
- Classificació per punts.  Alejandro Valverde (Team Movistar)
- Classificació de la muntanya.  Luis Ángel Maté (Cofidis)
- Classificació de la combinada.  Alejandro Valverde (Team Movistar)
- Classificació de les metes volants'.  Luis Ángel Maté (Cofidis)
- Classificació per equips.  RadioShack-Nissan-Trek
- Primer andalús.  Javier Moreno Bazán (Team Movistar)
- Primer espanyol.  Alejandro Valverde (Team Movistar)

## Evolució de les classificacions
| Etapa (Vencedor)               | Classificació general | Classificació per punts | Classificació de la muntanya | Classificació de les metes volants | Classificació de la combinada | Classificació per equips |
| ------------------------------ | --------------------- | ----------------------- | ---------------------------- | ---------------------------------- | ----------------------------- | ------------------------ |
| Pròleg (Patrick Gretsch)       | Patrick Gretsch       | Patrick Gretsch         | no s'entregà                 | no s'entregà                       | Patrick Gretsch               | RadioShack-Nissan        |
| Etapa 1 (Javier Ramírez Abeja) | Patrick Gretsch       | Patrick Gretsch         | Luis Ángel Maté              | Luis Ángel Maté                    | Luis Ángel Maté               | Andalucía                |
| Etapa 2 (Alejandro Valverde)   | Alejandro Valverde    | Alejandro Valverde      | Mickaël Buffaz               | Luis Ángel Maté                    | Alejandro Valverde            | RadioShack-Nissan        |
| Etapa 3 (Óscar Freire)         | Alejandro Valverde    | Óscar Freire            | Mickaël Buffaz               | Luis Ángel Maté                    | Alejandro Valverde            | RadioShack-Nissan        |
| Etapa 4 (Daniel Moreno)        | Alejandro Valverde    | Alejandro Valverde      | Luis Ángel Maté              | Luis Ángel Maté                    | Alejandro Valverde            | RadioShack-Nissan        |
| Final                          | Alejandro Valverde    | Alejandro Valverde      | Luis Ángel Maté              | Luis Ángel Maté                    | Alejandro Valverde            | RadioShack-Nissan        |